# CIBC

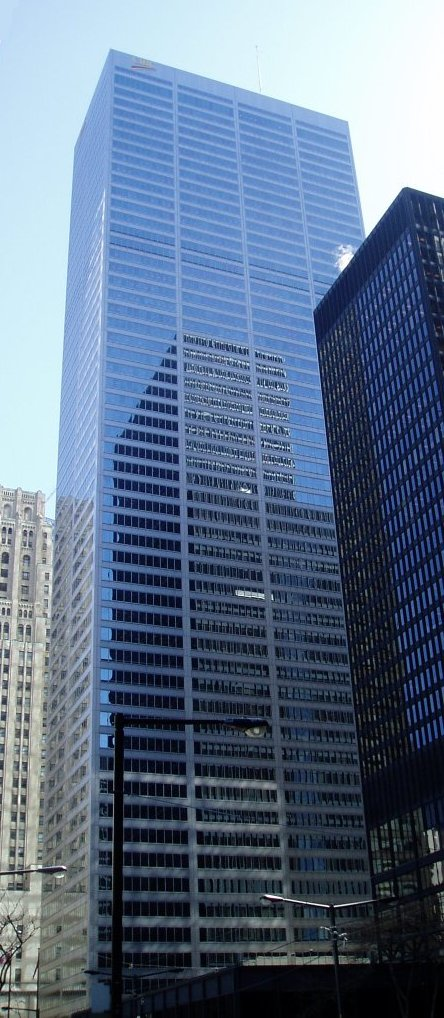
コマース・コート・ウエスト

CIBC（英称：Canadian Imperial Bank of Commerce、略称：CIBC、TSX：CM、NYSE：CM、正式名称：カナダ帝国商業銀行）は、カナダのトロントに本社を置く銀行である。カナダ五大銀行の1つで、国内の銀行業界では5位の規模をもつ。1990年代後半までは業界2位の規模であったがアメリカでの事業で損失を出し、順位を下げた。
業務は国際的に展開しており、アメリカやカリブ海諸国、アジア、イギリスなどにも進出している。一般にはほとんどの場合、「CIBC」の略称で呼ばれる。また、日本語の正式名称はカナダ帝国商業銀行、またはカナディアン・インペリアル商業銀行などと呼ばれる。

## 歴史
1867年、トロントにカナダ商業銀行が設立され、その数年後、1875年にカナダ帝国銀行が同じくトロントで設立された。1961年に2つの銀行が合併し、現在のカナダ帝国商業銀行（CIBC）が誕生。翌年の1962年、新しい金融センターとしてモントリオールに超高層ビルのCIBCビルディングの建設を始められた。
1969年、カナダの銀行としては初めてATMを導入した。